# Вернерсберг
Вернерсберг (нім. Wörnersberg) — громада в Німеччині, знаходиться в землі Баден-Вюртемберг. Підпорядковується адміністративному округу Карлсруе. Входить до складу району Фройденштадт.
Площа — 3,48 км2. Населення становить 194 ос. (станом на 31 грудня 2020).